# سنجتمع سنلتقي (فلم هندي)
Milenge Milenge (الهندية: मिलेंगे मिलेंगे؛ سنجتمع، سنلتقي) هو فيلم بوليوود 2010 الدراما الرومانسية يستند إلى حد كبير على الفيلم الصدفة عام 2001، والفيلم من إخراج ساتيش كايتاش والنجوم شاهيد كابور و. كارينا كابور في الفيلم الخامس معا بعد الأبرة امتياز علي التقينا (2007). ومن بين الأعضاء الآخرين من المدلى بها ساتيش شاه، شهابريا أارتي، و دينالز بول.

## وصلات خارجية
- مقالات تستعمل روابط فنية بلا صلة مع ويكي بيانات